# Туркестанське генерал-губернаторство
Туркестанське генерал-губернаторство — провінція Російської імперії на території частини історичного Західного Туркестану у Центральній Азії у 3-й чверті XIX століття. 
Утворена у 1865, входила до складу Оренбурзького генерал-губернаторства.
З подальшою російською колонізацією середньоазійських земель під час правління царя Олександра II за 2 роки, у 1867 перетворена на самостійне Туркестанське генерал-губернаторство, що включало в себе 2 області:
- Сирдар'їнську з центром у Ташкенті, де розташовувалася резиденція генерал-губернатора;
- Семиріченську — з центром у місті Вєрному (нині Алмати).

Територія Туркестанського генерал-губернаторства входила до складу Туркестанського військового округу. 
Починаючи з 1886 офіційною назвою Туркестанського генерал-губернаторства була Туркестанський край.
Перші наукові дослідження фауни краю провів Є. Л. Шестопьоров.